# Masarygus
Masarygus là một chi ruồi trong họ Syrphidae.